# 중국 풋살 리그
중국 풋살 리그는 중국의 풋살 리그이다.

## 역대 우승팀
| 시즌    | 우승        |
| ------- | ----------- |
| 2003-04 | 광저우 구왕 |
| 2004-05 | 우한 딜롱   |
| 2005-06 | 우한 딜롱   |
| 2006-07 | 우한 딜롱   |
| 2007-08 | 우한 딜롱   |
| 2008-09 | 우한 딜롱   |
| 2009-10 | 우한 딜롱   |
| 2010-11 | 선전 난링   |
| 2011-12 | 선전 난링   |
| 2012-13 | 선전 난링   |
| 2013-14 | 선전 난링   |

## 같이 보기
- AFC 풋살 클럽 챔피언십